# Mario Cortesi
 (décembre 2021).
Si vous disposez d'ouvrages ou d'articles de référence ou si vous connaissez des sites web de qualité traitant du thème abordé ici, merci de compléter l'article en donnant les références utiles à sa vérifiabilité et en les liant à la section « Notes et références ».
Pour les articles homonymes, voir Cortesi.
Mario Cortesi, né le 22 novembre 1940 à Bienne et originaire de Diessenhofen, est un journaliste, éditeur, écrivain, cinéaste et critique de cinéma de nationalité suisse. 

## Parcours
Mario Cortesi, diplômé de l'École supérieure de commerce bilingue de Bienne, est le créateur et chef du Bureau Cortesi à Bienne, qu’il a fondé le 20 septembre 1965. Ce bureau occupe environ 40 journalistes et édite le journal régional gratuit (Biel-Bienne (106 000 exemplaires), la Lysser & Aarberger Woche, (14 000 exemplaires), ainsi que différents magazines et livres.
L'entreprise dispose en outre de toute l’infrastructure nécessaire pour la production de films pour la télévision et sur commande. Il est également le cofondateur et le copropriétaire de la télévision régionale bilingue TeleBielingue et copropriétaire de la radio régionale, également bilingue, Radio Canal 3 de Bienne.
Jusqu’en 2008, Mario Cortesi écrit pendant 8 ans une critique cinématographique dans le Blick, le plus important journal populaire de suisse alémanique en 2009.
Il produit une émission mensuelle sur les animaux pour les télévisions locales de la suisse romande ainsi qu’une émission hebdomadaire présentant les dernières réalisations cinématographiques pour TeleBielingue. En collaboration avec le régisseur bernois Simon Aeby, il produit (Das Fähnlein der sieben Aufrechten, Shadow of the Sword – Der Henker), reprises cinématographiques du livre de Eveline Hasler Ibicaba.
Son film Yesterday, When I Was Young obtient le Prix Jeunesse. Parmi ses réalisations les plus connues figurent également :
- Peppino, série télévisée traitant de la vie de l’enfant d’un immigré italien ;
- Der Duft der grossen weiten Welt, qui dénonce les dangers du tabagisme, obtient des prix internationaux, parmi lesquels celui de l'OMS et du CICR.

## Films documentaires et de reportage
- 1968 : Jo Siffert (documentaire)
- 1969 : All you need is Love (film documentaire jetant des vues critiques et politiques sur le mouvement de '68)
- 1970 : Diese tollkühnen Akrobaten (film sur la compétition motocycliste)
- 1970 : Ferdy National (film sur l'idole du vélo Ferdi Kübler)
- 1970 : Giacomo Agostini (portrait du plus grand coureur de motocycliste de tous les temps)
- 1971 : Duell in der Eisbahn (film sur le bobsleigh)
- 1971 : Clay Regazzoni (premier court métrage cinématographique)
- 1972 : Jo Siffert (deuxième film documentaire sur Jo Siffert)
- 1972 : Leichen pflastern seinen Ruhm (film documentaire sur les western spaghetti)
- 1973 : Er stirbt 1000 Tode (film documentaire sur Rémy Julienne, le célèbre cascadeur)
- 1974 : Claudia oder Wo ist Timbuktu? (En tant que producteur : film sur des adolescentes atteintes de trisomie 21, selon un récit de Max Bolliger, Centrale suisse du cinéma scolaire et populaire)
- 1976 : Yesterday When I Was Young (film documentaire sur les joies et les dangers de la pratique de la moto), Centrale suisse du cinéma scolaire et populaire
- 1976 : Ein Sommer mit 13 (film de télévision sur un jeune hémophile, selon un récit de Max Bolliger)
- 1977 : Wie wild war der wilde Westen? (film documentaire sur les productions de séries télévisées de Western dans les old Tucson Studios)
- 1977 : Begegnung in der Schweiz (film sur les violonistes Yehudi Menuhin et Helmut Zacharias : rencontre restée unique)
- 1980 : Achterbahn (film sur des adolescents, selon un livre de Eveline Hasler)
- 1980 : Der Duft der grossen weiten Welt (film documentaire sur le tabagisme)
- 1981 : Ein amerikanischer Traum (portrait de la championne de patinage artistique Denise Biellmann)
- 1983 : Peppino (film télévisuel sur l'immigration et l'intégration d'un jeune sicilien en Suisse)
- 1985 : Reportage sur Commando Léopard (diverses interviews pendant le tournage du film aux Philippines)
- 1988 : Flucht mit Luzifer (série familiale - des enfants sauvent l'emblématique cheval noir Luzifer)
- 1989 : The World is Yours (reportage sur le trafic mondial de drogues. Représentation officielle Suisse aux Oscars)

## Films sur commande et publicitaires
- 1963 : Das Gericht (film d'amateur)
- 1964 : Geh mit der Zeit (film d'amateur)
- 1964 : Die Bergbauernleben (film pour l'exposition nationale suisse)
- 1972 : 20 Tage in Chine (livre et film)
- 1973 : Ist das Milizparlament noch zu retten?
- 1979 : Jura (film sur la création d'un canton suisse)
- 1985 : La Rose des Temps (film sur l'horloge de table la plus compliquée du monde)
- 1986 : Immer nur lächeln (film sur les hôtesses de l'air de Swissair)
- 1987 : Significant Moments (présentation de la marque horlogère Omega)
- 1990 : The Seven Wonders of the World (présentation de la marque horlogère Blancpain)
- 1992 : Somewhere On Planet Earth (présentation de la marque horlogère Rado)
- 1993 : Reflections (présentation de la marque horlogère Century)
- 1994 : Spirit of Biel (présentation de la voiture électrique du Technicum de Bienne, en son temps championne du monde)
- 1996 : 7. März 2010 (série pour la promotion du tourisme dans le canton de Berne)
- 1996 : Die vier Jahreszeiten (film sur la société suisse Ferag)

## Distinctions
- Prix Jeunesse pour le meilleur film de jeunesse en 1976, pour Yesterday when I Was Young
- Prix Danube
- Prédicat Meilleur Film sur commande du Département Fédéral de l'Intérieur